# Сейшельский дневной геккон
Сейшельский дневной геккон (лат. Phelsuma abbotti) — вид гекконов из рода фельзум, обитающий на Мадагаскаре и Сейшельских островах.
Обитает в субтропических или тропических сухих лесах, субтропических или тропических влажных равнинных лесах, субтропических или тропических мангровых лесах, субтропических или тропических сухих кустарниковых зарослях, садах и в городах. Вид назван в честь американского исследователя Уильяма Луиса Абботта.
Выделяется три подвида:
- Phelsuma abbotti abbotti Stejneger, 1893 — остров Альдабра
- Phelsuma abbotti chekei (Börner and Minuth, 1984) — Мадагаскар
- Phelsuma abbotti sumptio Cheke, 1982 — остров Ассампшен